# Vincitori del Palio di Siena (XVII secolo)
Di seguito l'elenco dei vincitori del Palio di Siena nel XVII secolo. Si tratta dell'elenco dei Palii ufficialmente riconosciuti alle Contrade dal Comune di Siena.

## Incertezze storiche
Non è raro che, soprattutto in questo secolo, esistano discordanze fra le vittorie riconosciute ufficialmente dall'Amministrazione comunale di Siena e quelle che le Contrade si attribuiscono.
Va ricordato, infatti, che i verbali delle vittorie sono stati redatti dai cancellieri della Biccherna solamente a partire dal 1692. Essi non tennero conto dei Palii disputati in precedenza, a partire dal 1633 (anno in cui è documentato il primo "Palio alla tonda" corso in Piazza del Campo). Soltanto dal 2 luglio 1692 si dispone di una fonte ufficiale di notizie: i Palii anteriori sono pertanto raramente suffragati da documenti certi e inoppugnabili. I testi che analizzano il Palio di questa epoca storica, infatti, sono stati scritti a distanza di molti anni da autori spesso vissuti nei secoli successivi al Seicento.
Le difficoltà sono sorte non solo riguardo alle Contrade vincitrici, ma anche relativamente alle identità dei fantini vittoriosi. Gli storici non hanno individuato riscontri puntuali ad eccezione dei Palii vinti dalla Torre (1656), dal Leocorno (1664), dall'Onda (1666, 1669, 1671), dall'Oca (1673) e dall'Istrice (1688).
Il Palio straordinario del 3 giugno 1664, corso in onore del principe don Agostino Chigi, non figura ancora nell'Albo Generale. Tuttavia il Comune, con lettera del 24 marzo 1997 indirizzata al priore del Leocorno, ha dichiarato che intende riconoscere questa vittoria conseguita dal venticinquenne Francesco Chellini.
Il 16 agosto 1689, per la prima volta nella storia del Palio, una contrada indisse una carriera per celebrare una propria vittoria: fu l'Istrice, che aveva vinto il Palio del 2 luglio 1688. Nel XVIII secolo ciò diverrà una vera e propria prassi, fino a che, nel 1802, il Palio di agosto diverrà stabile e interamente finanziato dalle autorità comunali.

## Elenco delle vittorie
| Anno                                                                                                 | Contrada     | Fantino                                                | Cavallo                         | Note |
| --- | ------------ | ------------------------------------------------------ | ------------------------------- | --- |
| 14 luglio 1644                                                                                       | Oca          | Destrampo                                              | Cavallo di Ottorino di Grosseto | Palio indetto per il compleanno del granduca di Toscana Ferdinando II de' Medici. Accreditato all'Oca nel 1894                                    |
| 9 maggio 1645                                                                                        | Oca          | Sciano                                                 | ?                               | Palio indetto per il compleanno del principe Mattias de' Medici. Accreditato all'Oca nel 1894                                                     |
| Nel 1646 e nel 1647 non si disputò alcun Palio ufficiale                                             |              |                                                        |                                 | |
| 9 maggio 1648                                                                                        | Oca          | ?                                                      | ?                               | Palio indetto per il compleanno del principe Mattias de' Medici. Accreditato all'Oca nel 1894                                                     |
| Nel 1649 non si disputò alcun Palio ufficiale                                                        |              |                                                        |                                 | |
| 6 novembre 1650                                                                                      | Drago        | ?                                                      | ?                               | Palio indetto in onore del granduca Ferdinando II de' Medici                                                                                      |
| 2 luglio 1651                                                                                        | Tartuca      | ?                                                      | ?                               | - |
| 2 luglio 1652                                                                                        | Torre        | ?                                                      | ?                               | - |
| 2 luglio 1653                                                                                        | Bruco        | ?                                                      | ?                               | - |
| 2 luglio 1654                                                                                        | Valdimontone | ?                                                      | ?                               | - |
| 27 aprile 1655                                                                                       | Giraffa      | Bacchino                                               | ?                               | Palio straordinario per l'elezione del papa Alessandro VII, senese di nascita                                                                     |
| 2 luglio 1655                                                                                        | Oca          | ?                                                      | ?                               | - |
| 2 luglio 1656                                                                                        | Torre        | Simone Mastacchi detto Mone                            | ?                               | - |
| 2 luglio 1657                                                                                        | Torre        | ?                                                      | ?                               | - |
| 2 luglio 1658                                                                                        | Oca          | ?                                                      | ?                               | - |
| 2 luglio 1659                                                                                        | Istrice      | ?                                                      | Leprino di Buonconvento         | Primo Palio interamente organizzato dalla Biccherna                                                                                               |
| 2 luglio 1660                                                                                        | Torre        | ?                                                      | ?                               | - |
| 3 luglio 1661                                                                                        | Chiocciola   | ?                                                      | Leprino di Buonconvento         | - |
| 2 luglio 1662                                                                                        | Leocorno     | Pavolo Roncucci detto Pavolino                         | ?                               | - |
| 2 luglio 1663                                                                                        | Valdimontone | ?                                                      | Capitano                        | - |
| 2 luglio 1664                                                                                        | Civetta      | ?                                                      | ?                               | - |
| 2 luglio 1665                                                                                        | Torre        | Giovan Battista Landi detto Granchio                   | ?                               | - |
| 2 luglio 1666                                                                                        | Nicchio      | Pier Domenico Bacchini detto Bacchino                  | ?                               | - |
| 2 luglio 1667                                                                                        | Leocorno     | ?                                                      | ?                               | - |
| 2 luglio 1668                                                                                        | Chiocciola   | Pier Domenico Bacchini detto Bacchino                  | ?                               | - |
| 2 luglio 1669                                                                                        | Istrice      | ?                                                      | ?                               | - |
| Nel 1670 il Palio non fu corso per lutto a seguito della morte del granduca Ferdinando II de' Medici |              |                                                        |                                 | |
| 2 luglio 1671                                                                                        | Onda         | Pier Domenico Bacchini detto Bacchino                  | ?                               | - |
| 2 luglio 1672                                                                                        | Bruco        | Pavolo Roncucci detto Pavolino                         | Stornello                       | - |
| 2 luglio 1673                                                                                        | Oca          | Simone Mastacchi detto Mone                            | ?                               | - |
| 2 luglio 1674                                                                                        | Oca          | ?                                                      | ?                               | - |
| Il Palio del 2 luglio 1675 non fu assegnato per motivi incerti                                       |              |                                                        |                                 | |
| 7 giugno 1676                                                                                        | Onda         | Pier Domenico Bacchini detto Bacchino                  | ?                               | Palio straordinario in onore della consorte del principe don Agostino Chigi                                                                       |
| 2 luglio 1676                                                                                        | Nicchio      | Pier Domenico Bacchini detto Bacchino                  | ?                               | - |
| 4 luglio 1677                                                                                        | Nicchio      | Pavolo Roncucci detto Pavolino                         | ?                               | - |
| 2 luglio 1678                                                                                        | Tartuca      | ?                                                      | ?                               | - |
| 8 giugno 1680                                                                                        | Nicchio      | Giovan Battista Landi detto Granchio                   | ?                               | Palio straordinario in onore del nuovo granduca di Toscana Cosimo III de' Medici e della moglie Margherita Luisa d'Orléans                        |
| 2 luglio 1680                                                                                        | Istrice      | ?                                                      | ?                               | - |
| 2 luglio 1681                                                                                        | Bruco        | Giovan Battista Landi detto Granchio                   | ?                               | - |
| 28 giugno 1682                                                                                       | Drago        | ?                                                      | ?                               | Palio straordinario corso in onore del nuovo governatore di Siena Francesco Maria de' Medici                                                      |
| 8 giugno 1683                                                                                        | Bruco        | Monco                                                  | ?                               | Palio straordinario corso in onore del nuovo governatore di Siena Francesco Maria de' Medici e della madre, la granduchessa Vittoria della Rovere |
| 17 settembre 1683                                                                                    | Nicchio      | Giovan Battista Landi detto Granchio                   | ?                               | Palio straordinario in onore della Natività della Vergine, in sostituzione di quello ordinario del 2 luglio non effettuato                        |
| 4 luglio 1684                                                                                        | Torre        | ?                                                      | ?                               | - |
| 2 luglio 1685                                                                                        | Tartuca      | ?                                                      | ?                               | - |
| 9 settembre 1685                                                                                     | Selva        | ?                                                      | ?                               | Palio straordinario per celebrare la vittoria sui turchi che assediavano Vienna                                                                   |
| 28 luglio 1686                                                                                       | Giraffa      | Giuseppe Galardi detto Pelliccino, Pulcino o Pidocchio | ?                               | L'elenco ufficiale riporta la data del 2 luglio, ma il Palio fu corso il 28 per motivi sconosciuti                                                |
| 2 luglio 1687                                                                                        | Bruco        | Pier Domenico Bacchini detto Bacchino                  | ?                               | - |
| 2 luglio 1688                                                                                        | Istrice      | Monco                                                  | ?                               | - |
| Il Palio del 2 luglio 1689 fu annullato per motivi sconosciuti                                       |              |                                                        |                                 | |
| 16 agosto 1689                                                                                       | Giraffa      | Giuseppe Galardi detto Pelliccino, Pulcino o Pidocchio | ?                               | "Ricorsa" indetta dall'Istrice per celebrare la vittoria del 2 luglio 1688                                                                        |
| 2 luglio 1690                                                                                        | Chiocciola   | Pier Maria                                             | ?                               | - |
| 2 luglio 1691                                                                                        | Pantera      | Sciano o Giuseppe Galardi detto Pelliccino             | ?                               | - |
| 2 luglio 1692                                                                                        | Onda         | Monco                                                  | ?                               | - |
| 2 luglio 1693                                                                                        | Bruco        | Pavolo Roncucci detto Pavolino                         | Ballarino                       | Errore di trascrizione nell'Elenco Ufficiale, che inverte le vittorie del 1693 e 1694                                                             |
| 2 luglio 1694                                                                                        | Oca          | Giuseppe Galardi detto Pelliccino, Pulcino o Pidocchio | Baiettino                       | Errore di trascrizione nell'Elenco Ufficiale, che inverte le vittorie del 1693 e 1694                                                             |
| 2 luglio 1695                                                                                        | Chiocciola   | Giuseppe Galardi detto Pelliccino, Pulcino o Pidocchio | Baietto                         | - |
| 2 luglio 1696                                                                                        | Lupa         | Giuseppe Galardi detto Pelliccino, Pulcino o Pidocchio | Pecoraio                        | - |
| 3 luglio 1696                                                                                        | Pantera      | Benedetto Bartaletti detto Stregone                    | Leardo della Posta              | Palio corso per la visita di Cosimo III de' Medici, riconosciuto nel 1902                                                                         |
| 2 luglio 1697                                                                                        | Pantera      | Pavolo Roncucci detto Pavolino                         | Baio dorato                     | - |
| 2 luglio 1698                                                                                        | Selva        | Giuseppe Galardi detto Pelliccino, Pulcino o Pidocchio | Barbarino di Torrenieri         | - |
| 2 luglio 1699                                                                                        | Civetta      | Santino                                                | Vegliantino                     | - |
| 2 luglio 1700                                                                                        | Tartuca      | Savino Oste                                            | Grillo                          | - |